# Vica Versa (сингл)
«Vica Versa» — другий сингл з четвертого студійного альбому американського репера Pastor Troy Face Off. Ремікс треку потрапив до платівок Hell 2 Pay (2002) й Universal Soldier (2002). Звукорежисери: Калі Фені, Sol Messiah на 1210 Studios (Атланта, штат Джорджія). Зведення: Майк Вотсон на Patchwerk Recordings
(Атланта, штат Джорджія).
На композицію існує відеокліп. Атлантський рок-гурт Armani Death Machine записав кавер-версію на «Vica Versa».

## Текст пісні
Текст пісні зосереджено головним чином на протиставленні християнських понять: добра й зла, Раю та Пекла, Бога й Сатани. У майбутньому виконавець використав цю ідею на «Heaven Is Below», синглі 2008 року з альбому A-Town Legend.

## Список пісень
12" вінил
Треклист на обох сторонах ідентичний.
1. «Vica Versa» (Main Version)
2. «Vica Versa» (Clean Version)
3. «Vica Versa» (Instrumental)

## Чартові позиції
| Чарт                     | Найвища позиція |
| ------------------------ | --------------- |
| US Hot R&B/Hip-Hop Songs | 21              |